# Ангел Темелков
Ангел Коцев Темелков е български революционер, струмишки деец на Вътрешната македоно-одринска революционна организация и Вътрешната македонска революционна организация.

## Биография
Ангел Коцев Темелков е роден през или около 1870 година в струмишкото село Съчево, тогава в Османската империя, днес в Северна Македония. През 1901 година постъпва във ВМОРО като милиционер в селската чета и куриер. Участва в убийството на Бахтиар. През 1904 година идва на помощ на обкръжената в Куклиш чета на Кръстьо Новоселски, както и на четата на Христо Чернопеев в същото струмишко село по-късно същата година.
При избухването на Балканската война през 1912 година заедно със селския войвода Атанас Пецев излиза въоръжен да саботират телеграфната мрежа, но са забелязани и влизат в битка с турски войски, които отстъпват. От 1915 до 1918 година участва в Първата световна война като войник на Българската армия. И след като през 1919 година Струмица става част от Кралството на сърби, хървати и словенци (от 1929 година Югославия), продължава революционната си дейност и е измъчван. Описва това така:
| „ | ...и през Сръбско време продължих делото, в следствие на което бидех хванат от сърбите, малтретиран най-зверски; с набодени пирони в нозете съм шетан в селото да кажа и открия организацията и, след като видеха твърдостта ми, бех извънредно бит и пак нищо не можаха да открият; даже имам и ребро строшено. | “ |

На 20 март 1943 година, като жител на Съчево, подава молба за българска народна пенсия, която е одобрена и пенсията е отпусната от Министерския съвет на Царство България.